# Marja-Liisa Hämäläinen
Marja-Liisa Kirvesniemi, née Hämäläinen le 10 septembre 1955 à Simpele, est une  ancienne fondeuse finlandaise. Elle remporte trois titres olympiques, tous obtenu lors de la seule édition de 1984 à Sarajevo où elle remporte également une médaille de bronze. Elle remporte trois autres médailles de bronze, une lors de l'édition de 1988 à Calgary, et deux lors de celle de 1994 à Lillehammer. En Championnats du monde, elle remporte trois médailles d'or et cinq médailles d'argent. Elle remporte également à deux reprises le classement général de la  Coupe du monde, en 1982-1983 et 1983-1984.
Elle est mariée à Harri Kirvesniemi, plusieurs fois médaillé olympique et médaillé mondial, dont un titre en 1989, entre 1984 et 2011.

## Biographie

### Carrière sportive
Les Jeux olympiques de 1976 d'Innsbruck sont la première grande compétition internationale disputée par Marja-Liisa Hämäläinen. Elle termine au 22e rang du dix kilomètres. Deux ans plus tard, elle est présente aux mondiaux de Lahti en Finlande. Alignée au sein du relais quatre fois cinq kilomètres, elle remporte le titre mondial avec Taina Impiö, Hilkka Riihivuori et Helena Takalo, devançant l'Allemagne de l'Est et l'Union soviétique.
Lors des Jeux olympiques de 1980 de Lake Placid, elle termine 19e du cinq kilomètres, puis 18e du dix kilomètres. Le relais finlandais, également composé de Marja Auroma, Helena Kivioja-Takalo et Hilkka Riihivuori-Kuntola termine cinquième.
Elle fait ses débuts en coupe du monde en 1982 à Lahti sur un dix kilomètres, course où elle termine huitième. Elle participe aux mondiaux d'Oslo. Lors de sa première course, elle termine onzième du dix kilomètres puis 17e du cinq kilomètres. Quatrième avec le relais finlandais, également composé de Helena Takalo, Pirkko Määttä et Hilkka Riihivuori, elle termine ensuite à la 17e place lors de la dernière épreuve, le vingt kilomètres.
Présentée comme une athlète ne parvenant pas à resister à la pression lors des grands événements, elle commence à prednre confiance en elle en suivant l'exemple d'Harri Kirvesniemi qui prend en charge son entraînement. Elle augmente sa dose d'entraînement. Cela se traduit par des résultats intéressants lors de la coupe du monde 1982-1983. Elle obtient son premier podium, le 12 décembre 1982 à Val di Sole en Italie lors d'un cinq kilomètres derrière la Norvégienne Anette Bøe, elle termine sur le podium lors des cinq dernières courses : deuxième à Falun, elle remporte sa première victoire le 5 mars 1993 lors du cinq kilomètres de Lahti, en devançant la Soviétique Raisa Smetanina, puis termine deuxième d'un vingt kilomètres à Oslo avant de remporter un dix kilomètres à Anchorage puis un autre à Labrador City. Ces résultats lui permettent de remporter le classement général de la coupe du monde, devant la Norvégienne Brit Pettersen.
Elle continue d'obtenir de bons résultats la saison suivante, obtenant une victoire à Autrans sur un dix kilomètres. Elle domine la première épreuve des Jeux olympiques de 1984, un dix kilomètres disputé en style classique, passant en tête lors de chacun des passages intermédiaires pour devancer la Soviétique Raisa Smetanina et la Norvégienne Brit Pettersen. Sur la course suivante, un cinq kilomètres, elle devance la Norvégienne Berit Aunli de dix secondes pour remporter son deuxième titre olympique. Quatrième relayeuse de son pays, elle part avec la derni-re relayeuse tchécoslovaque en troisième position, à dix secondes de la Russie deuxième derrière la Norvège, en tête avec un peu plus d'une minute d'avance. Finalement, elle est devancée au sprint par la Tchécoslovaque Květa Jeriová. Sur le vingt kilomètres, elle est troisième après le premier intermédiaire, avant de passer avec une avance de 13 secondes au deuxième, avance qu'elle conserve lors du troisième, pour finir avec une avance de 41 secondes sur Raisa Smetanina. Elle obtient sa quatrième médaille en quatre épreuves. Elle est ainsi la première femme à remporter trois titres individuel en ski de fond lors de la même édition. Avec la patineuse de vitesse est-allemande Karin Enke-Kania et le fondeur suédois Gunde Svan, elle est la sportive la plus médaillée de cette édition. Après les Jeux, elle obtient une troisième place à Falun, puis une deuxième place à Oslo. Pour la deuxième année consécutive, elle termine en tête de la coupe du monde, devant Raisa Smetanina.
Bien qu'elle n'obtienne aucun podium lors de la coupe du monde 1984-1985 où elle termine finalement dixième, elle confirme ses résultats précédents lors mondiaux à Seefeld : elle est d'abord deuxième du dix kilomètres derrière Anette Bøe, le podium complété de la Norvégienne Grete Ingeborg Nykkelmo étant identique deux jours plus tard sur le cinq kilomètres. Avec Pirkko Määttä, Jaana Savolainen et Marjo Matikainen, elle termine de nouveau quatrième d'un relais. Elle termine sa compétition à la 12e place du vingt kilomètres.
Absente des deux coupes du monde suivantes, elle est toutefois présente lors des mondiaux d'Oberstdorf. Elle retrouve une place sur un podium de la coupe du monde en s'imposant à Reit im Winkl sur un cinq kilomètres lors de la troisième course de la coupe du monde 1987-1988. Lors des Jeux olympiques de 1988 de Calgary, elle est quatre puis cinquième des temps intermédiaires du dix kilomètres classique, terminant finalement neuvième d'une course remportée par la Soviétique Vida Vencienė devant Raisa Smetanina et Marjo Matikainen. Lors de la course suivante, le cinq kilomètres, elle est première au passage intermédiaire mais termine finalement cinquième à huit secondes de sa compatriote Marjo Matikainen qui remporte le titre olympique devant deux fondeuses soviétique, Tamara Tikhonova et Vida Vencienė. Le relais finlandais, Pirkko Määtä, Marja-Liisa Kirvesniemi, Marjo Matikainen et Jaana Savolainen, remporte la médaille de bronze, à plus de deux minutes des Russes qui s'imposent devant la Norvège. Marja-Liisa Kirvesniemi termine ensuite onzième de sa dernière course, le vingt kilomètres, course où les Soviétiques remportent les trois médailles, Tamara Tikhonova devant Anfisa Reztsova et Raisa Smetanina. Après les Jeux, elle termine deuxième du trente kilomètres classique d'Oslo derrière Marjo Matikainen. Elle termine troisième du classement général, derrière Marjo Matikainen et la Suédoise Marie-Helene Östlund.
Lors des mondiaux de 1989 à Lahti, elle remporte la première épreuve, un dix kilomètres classique, devant deux autres Finlandaises, Pirkko Määttä et Marjo Matikainen. Elle termine ensuite deuxième du quinze kilomètres classique, remporté par Marjo Matikainen. Le relais finlandais, inchangé par rapport aux Jeux de Calgary, remporte le titre mondial, devant l'Union soviétique et la Norvège. Elle termine sa compétition par une huitième place du trente libre. En coupe du monde, elle remporte une victoire, à Oslo sur un vingt kilomètres, et termine à la sixième place du classement général remporté par Elena Välbe.
Elle met une nouvelle fois sa carrière en suspens, mettant au monde une deuxième fille durant l'été 1990. Elle participe aux mondiaux 1991 de Val di Fiemme. Elle termine à la douzième du quinze kilomètres classique, course remportée par Elena Välbe qui domine la saison. Lors du cinq kilomètres classique, elle termine à la deuxième place, derrière la Norvégienne Trude Dybendahl et devant l'Italienne Manuela Di Centa. De nombreuses années plus tard, Elle révèle  qu'après cette course, elle est soumise à des examens gynécologiques dans le cadre d'un contrôle de genre alors que ses deux filles sont présentes. Elle participe également au relais quatre fois cinq kilomètres où la Finlande termine quatrième.
Pour la première apparition du quinze kilomètres au programme des Jeux olympiques, lors des Jeux olympiques de 1992 à Albertville, elle est troisième puis deuxième lors des deux passages intermédiaires avant de terminer à la sixième place, la concurrente de la CEI Lioubov Iegorova s'attribuant le titre olympique devant Marjut Rolig-Lukkarinen et Elena Välbe. 31e du cinq kilomètres, elle ne participe pas à la poursuite. Le relais finlandais qu'elle compose avec Pirkko Määttä, Jaana Savolainen et Marjut Rolig-Lukkarinen termine quatrième. Elle termine également à la dixième place de la coupe du monde.
La compétition majeure de la saison suivante se déroule en Suède à Lahti lors des mondiaux 1993. Elle obtient une deuxième du quinze kilomètres classique, derrière Elena Välbe. Elle termine ensuite 14e du cinq kilomètres classique. Une nouvelle fois, le relais finlandais, où elle est associée à Tuulikki Pyykkönen, Pirkko Määttä et Marjut Lukkarinen termine quatrième. Elle termine à la huitième place de la coupe du monde, saison où elle obtient une deuxième place à Ulrichen.
Pour sa sixième participation aux Jeux olympiques d'hiver, lors de l'édition de 1994 de Lillehammer, Marja-Liisa Kirvesniemi remporte deux médailles de bronze, sur le cinq kilomètres où elle termine derrière la Russe Lioubov Egorova et Manuela Di Centa, puis sur le trente kilomètres où elle devancée par Manuela Di Centa et la Norvégienne Marit Wold-Mikkelsplass. Malgré un départ en troisième position de la poursuite, elle termine treizième de cette course où elle réalise le 21e temps. Le relais finlandais termine à la quatrième place, derrière la Russie, la Norvège et l'Italie. Alors âgée de 38 ans, elle devient la plus vieille athlète à remporter une médaille olympique. Lors de la coupe du monde, elle obtient une deuxième place à Kavgolovo et termine à la dixième place du classement général.
Elle met un terme à sa carrière au terme de cette saison.

### Vie privée

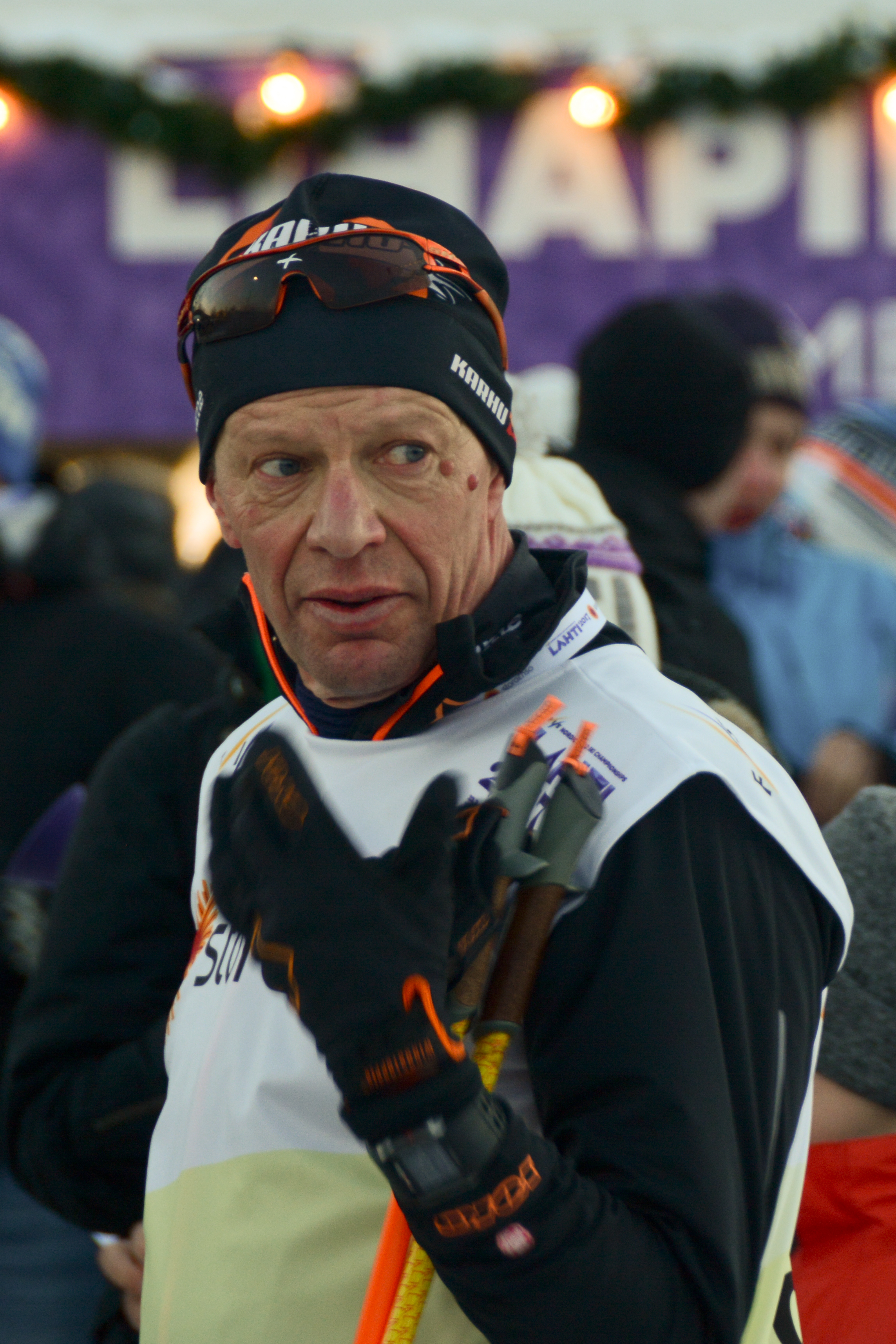
Harri Kirvesniemi, son mari de 1984 à 2011.

Marja-Liisa Hämäläinen grandit en Carélie du Sud au sein d'une petite communauté où sa famille vit depuis 1683. Son père est un ancien skieur. À l'âge de huit ans, alors qu'elle regarde les Jeux olympiques d'hiver de 1964 à Innsbruck, elle déclare vouloir devenir championne olympique. En 1978, elle rencontre Harri Kirvesniemi lors d'un stage d'entraînement de l'équipe finlandaise de ski de fond. Ils se marient en août 1984, puis le couple a son premier enfant l'année suivante, en décembre, une fille prénommée Elisa. Une deuxième fille nait durant l'été 1991.
Après sa carrière, elle souffre de dépression. Elle avoue plus tard que la disqualification pour dopage de son mari lors des mondiaux de 2001 accentue celle-ci. Le couple se sépare en 2011.

## Palmarès

### Jeux olympiques
Marja-Liisa Hämäläinen participe à six éditions des Jeux olympiques. Elle dispute un total de dix-neuf épreuves, remportant trois titres, tous lors de l'édition de 1984 à Sarajevo où elle remporte également une médaille de bronze. Elle remporte trois autres médailles de bronze, une lors de l'édition de 1988 à Calgary, et deux lors de celle de 1994 à Lillehammer.
Ces sept médailles font d'elle la sportive finlandaise la plus médaillée aux Jeux olympiques, seuls trois hommes la devançant : Paavo Nurmi avec ses douze médailles en athlétisme, Heikki Savolainen, neuf médailles en gymnastique et Ville Ritola en athlétisme. Pour les sports d'hiver, elle partage le plus grand nombre de médailles avec le patineur de vitesse Clas Thunberg, et les fondeurs Veikko Hakulinen et Eero Mäntyranta.
| Édition / Épreuve | 5 km   | 10 km                            | Poursuite                        | 15 km                            | 20 km                            | 30 km                            | 4 × 5 km |
| ----------------- | ------ | -------------------------------- | -------------------------------- | -------------------------------- | -------------------------------- | -------------------------------- | -------- |
| Innsbruck 1976    | —      | 22e                              | Épreuve inexistante à cette date | Épreuve inexistante à cette date | Épreuve inexistante à cette date | Épreuve inexistante à cette date | —        |
| Lake placid 1980  | 19e    | 18e                              | Épreuve inexistante à cette date | Épreuve inexistante à cette date | Épreuve inexistante à cette date | Épreuve inexistante à cette date | 5e       |
| Sarajevo 1984     | Or     | Or                               | Épreuve inexistante à cette date | Épreuve inexistante à cette date | Or                               | Épreuve inexistante à cette date | Bronze   |
| Calgary 1988      | 5e     | 9e                               | Épreuve inexistante à cette date | Épreuve inexistante à cette date | 11e                              | Épreuve inexistante à cette date | Bronze   |
| Albertville 1992  | 31e    | Épreuve inexistante à cette date | —                                | 6e                               | Épreuve inexistante à cette date | —                                | 4e       |
| Lillehammer 1994  | Bronze | Épreuve inexistante à cette date | 10e                              | —                                | Épreuve inexistante à cette date | Bronze                           | 4e       |

Légende :
- : première place, médaille d'or
- : deuxième place, médaille d'argent
- : troisième place, médaille de bronze
- : épreuve non disputée lors de cette édition
- — :  épreuve non disputée par la fondeuse
- cellule vide : résultat inconnu

### Championnats du monde
Marja-Liisa Hämäläinen remporte huit médailles en Championnats du monde, trois titres et cinq médailles d'argent. Elle obtient deux médailles d'or avec le relais finlandais du quatre fois cinq kilomètres, en 1978 et 1989, et le dix kilomètres classique de cette même édition.
| Édition / Épreuve  | 5 km                             | 10 km                            | 10 km                            | Poursuite                        | 15 km                            | 20 km                            | 30 km                            | 4 × 5 km |
| Édition / Épreuve  | 5 km                             | Libre                            | Classique                        | Poursuite                        | 15 km                            | 20 km                            | 30 km                            | 4 × 5 km |
| ------------------ | -------------------------------- | -------------------------------- | -------------------------------- | -------------------------------- | -------------------------------- | -------------------------------- | -------------------------------- | -------- |
| Lahti 1978         |                                  |                                  | Épreuve inexistante à cette date | Épreuve inexistante à cette date | Épreuve inexistante à cette date |                                  | Épreuve inexistante à cette date | Or       |
| Oslo 1982          | 17e                              | 11e                              | Épreuve inexistante à cette date | Épreuve inexistante à cette date | Épreuve inexistante à cette date | 17e                              | Épreuve inexistante à cette date | 4e       |
| Seefeld 1985       | Argent                           | Épreuve inexistante à cette date | Argent                           | Épreuve inexistante à cette date | Épreuve inexistante à cette date | 12e                              | Épreuve inexistante à cette date | 4e       |
| Lahti 1989         | Épreuve inexistante à cette date |                                  | Or                               | Épreuve inexistante à cette date | Argent                           | Épreuve inexistante à cette date | 8e                               | Or       |
| Val di Fiemme 1991 | Argent                           |                                  | Épreuve inexistante à cette date | Épreuve inexistante à cette date | 12e                              | Épreuve inexistante à cette date |                                  | 4e       |
| Falun 1993         | 14e                              | Épreuve inexistante à cette date | Épreuve inexistante à cette date |                                  | Argent                           | Épreuve inexistante à cette date |                                  | 4e       |

Légende :
- : première place, médaille d'or
- : deuxième place, médaille d'argent
- : troisième place, médaille de bronze
- : épreuve non disputée lors de cette édition
- cellule vide : résultat inconnu

### Coupe du monde
Marja-Liisa Hämäläinen remporte le classement général de la Coupe du monde à  deux reprises, en 1982-1983 et 1983-1984.
Marja-Liisa Hämäläinen obtient 25 podiums individuels : onze victoires, dix deuxièmes places et quatre troisièmes places.

#### Victoires individuelles
| Date             | Lieu          | pays                 | Compétition |
| ---------------- | ------------- | -------------------- | ----------- |
| 5 mars 1983      | Lahti         | Finlande             | 5 km        |
| 19 mars 1983     | Anchorage     | États-Unis           | 10 km       |
| 27 mars 1983     | Labrador City | Canada               | 10 km       |
| 17 décembre 1983 | Autrans       | France               | 10 km       |
| 19 décembre 1987 | Reit im Winkl | Allemagne de l'Ouest | 5 km TL     |
| 4 mars 1989      | Oslo          | Norvège              | 20 km PU    |
| 7 mars 1992      | Funäsdalen    | Suède                | 5 km TL     |

Légende :

TC = classique

TL = libre

MS = départ en masse

HS = départ avec handicap

PU = poursuite
| Saison / Épreuve | Saison / Épreuve | Général | Général |
| ---------------- | ---------------- | ------- | ------- |
| Saison / Épreuve | Saison / Épreuve | Class.  | Points  |
| 1981-1982        | 1981-1982        | 18e     | 36      |
| 1982-1983        | 1982-1983        | 1er     | 144     |
| 1983-1984        | 1983-1984        | 1er     | 134     |
| 1984-1985        | 1984-1985        | 10e     | 80      |
| 1987-1988        | 1987-1988        | 3e      | 82      |
| 1988-1989        | 1988-1989        | 6e      | 87      |
| 1990-1991        | 1990-1991        | 17e     | 24      |
| 1991-1992        | 1991-1992        | 10e     | 50      |
| 1992-1993        | 1992-1993        | 8e      | 286     |
| 1993-1994        | 1993-1994        | 10e     | 264     |

### Distinctions
En 1989, elle est récompensée de la Médaille Holmenkollen. Avec l'attribution de celle-ci à son mari Harri Kirvesniemi en 1998, elle forme le troisième couple à obtenir cette récompense, après Alevtina Kolchina et Pavel Kolchin en 1963, Toini Gustafsson en 1967  Assar Rönnlund en 1968.
Elle est désignée à trois reprises personnalité sportive finlandaise féminine de l'année, en 1984, 1985 et 1991.